# 吉見ノ里駅
吉見ノ里駅（よしみのさとえき）は、大阪府泉南郡田尻町大字吉見603番地にある、南海電気鉄道南海本線の駅。駅番号はNK34。

## 歴史
- 1915年（大正4年）10月1日：南海鉄道 佐野駅（現・泉佐野駅） - 樽井駅間に新設。
- 1944年（昭和19年）6月1日：会社合併により近畿日本鉄道の駅となる。
- 1947年（昭和22年）6月1日：路線譲渡により南海電気鉄道の駅となる。
- 2012年（平成24年）
  - 4月1日 ：駅ナンバリングが導入され、使用を開始[1][2]。
  - 10月1日：駅係員無人化を開始。
- 2022年（令和4年）12月3日：新駅舎の供用を開始[3]。

## 駅構造

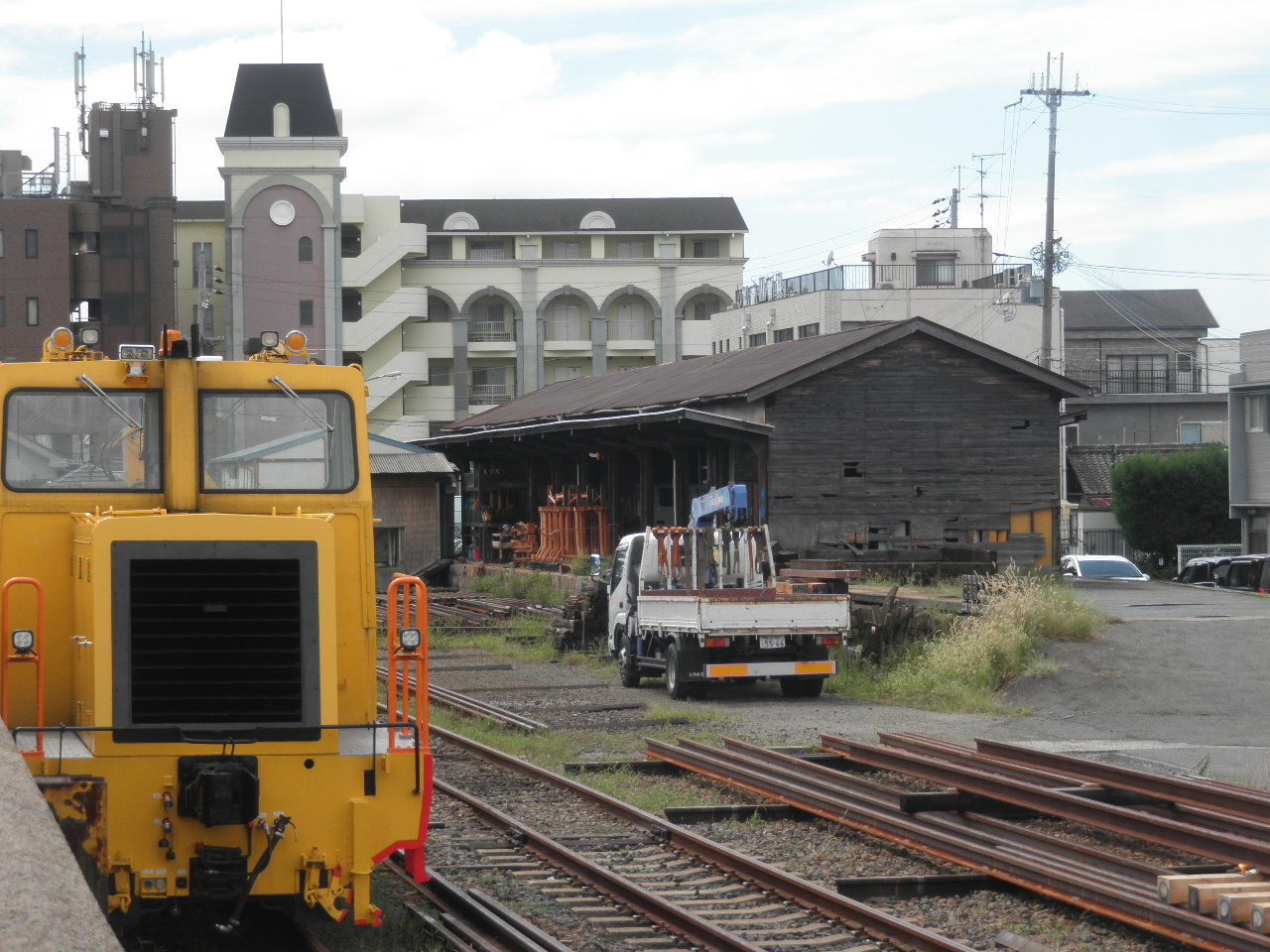
今は保線基地になっている旧貨物用ホーム

相対式2面2線のホームを持つ地平駅。駅舎は難波方面ホームの和歌山市駅寄りにあり、和歌山市方面ホームに行くためには構内踏切を渡らなければならない。
かつて、この地域は繊維品の生産やたまねぎ栽培が盛んであったため、それらを出荷するための貨物駅跡があり、現在は保線基地として使用されている。窓口は無人駅のため閉鎖され、自動券売機と乗車駅証明書発行機が設置されている。トイレは改札内に男女共用のものが設置されている。

### のりば
| のりば | 路線   | 方向 | 行先                 |
| ------ | ------ | ---- | -------------------- |
| 1      | 南海線 | 下り | 和歌山市方面         |
| 2      | 南海線 | 上り | なんば・関西空港方面 |

| ← 南海本線 なんば方面                                        | 吉見ノ里駅配線図 | → 南海本線 和歌山市方面 |
| 凡例 出典:鉄道ピクトリアル 2008年8月臨時増刊「南海電気鉄道」 |                  |                         |

## 利用状況
2019年（令和元年）次の1日平均乗降人員は3,912人（乗車人員：1,950人、降車人員：1,962人）である。
| 年次   | 1日平均 乗降人員 | 1日平均 乗車人員 | 順位 | 出典   |
| ------ | ---------------- | ---------------- | ---- | ------ |
| 2000年 | 2,944            | 1,483            |      | [ 5 ]  |
| 2001年 | 2,814            | 1,412            |      | [ 6 ]  |
| 2002年 | 2,748            | 1,379            |      | [ 7 ]  |
| 2003年 | 2,691            | 1,356            |      | [ 8 ]  |
| 2004年 | 2,603            | 1,316            |      | [ 9 ]  |
| 2005年 | 2,642            | 1,336            |      | [ 10 ] |
| 2006年 | 2,774            | 1,407            |      | [ 11 ] |
| 2007年 | 2,872            | 1,466            |      | [ 12 ] |
| 2008年 | 2,946            | 1,510            |      | [ 13 ] |
| 2009年 | 2,862            | 1,462            |      | [ 14 ] |
| 2010年 | 2,841            | 1,449            |      | [ 15 ] |
| 2011年 | 2,928            | 1,497            |      | [ 16 ] |
| 2012年 | 3,039            | 1,545            | 60位 | [ 17 ] |
| 2013年 | 3,536            | 1,793            | 60位 | [ 18 ] |
| 2014年 | 3,522            | 1,786            | 60位 | [ 19 ] |
| 2015年 | 3,663            | 1,862            | 60位 | [ 20 ] |
| 2016年 | 3,721            | 1,885            | 60位 | [ 21 ] |
| 2017年 | 3,752            | 1,901            | 59位 | [ 22 ] |
| 2018年 | 3,860            | 1,942            | 58位 | [ 23 ] |
| 2019年 | 3,912            | 1,950            | 58位 | [ 24 ] |

## 駅周辺
- 田尻町役場
- 田尻郵便局
- 田尻町立小学校
- 田尻町立中学校
- 田尻歴史館
- 田尻海洋交流センター
- 春日神社

### バス路線
当駅前に「吉見ノ里駅前」停留所がある（「吉見ノ里駅上」停留所を廃止）。
- いずみさの・たじりコミュニティバス（たじりっちバス）

## 隣の駅
南海電気鉄道
 南海本線
■特急サザン・■急行
通過
■区間急行・■普通
羽倉崎駅 (NK33) - 吉見ノ里駅 (NK34) - 岡田浦駅 (NK35)